# Roszarnia

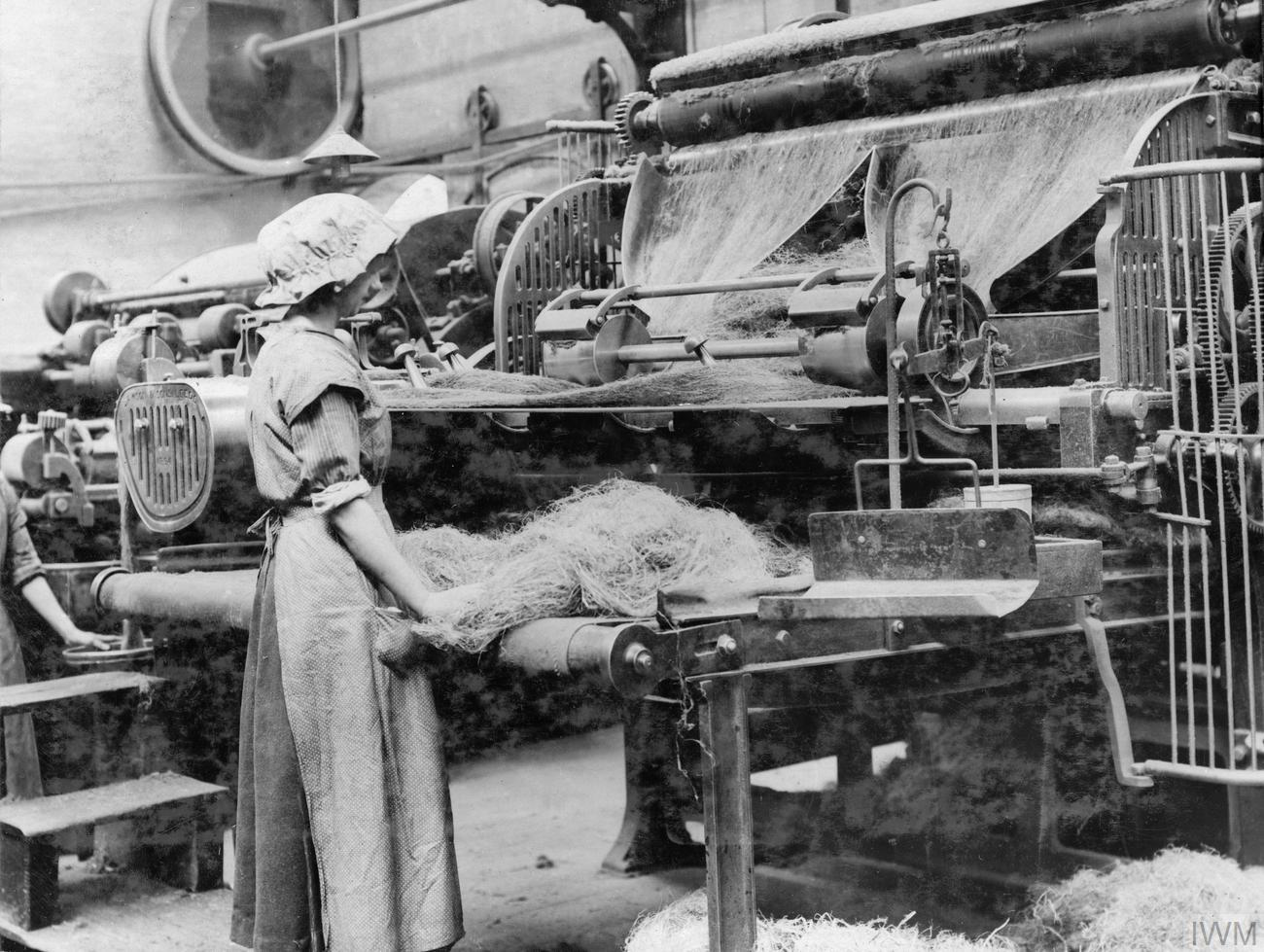
Praca w brytyjskiej roszarni konopi podczas I wojny światowej

Roszarnia – oddział zakładu włókienniczego zajmujący się przetwarzaniem słomy lnianej lub konopnej na włókna. Oddział roszarni składa się z działów:
- magazynu słomy lnianej – przechowywanie zapasu słomy lnianej
- odziarniarni – oddzielanie nasion od słomy, segregowanie nasion, przygotowanie słomy do roszenia
- roszarni właściwej – roszenie (moczenie) słomy w celu rozpuszczenia i wypłukania klejów roślinnych (pektyn) łączących łodygę z otaczającym ją włóknem. Zabieg ten ułatwia późniejsze oddzielenie włókna od części zdrewniałej łodyg
- suszarni – suszenie słomy po procesie moczenia (roszenia)
- magazyn słomy roszonej – opcjonalnie. Głównym celem magazynowania słomy na tym etapie jest tzw. klimatyzowanie, czyli wyrównanie wilgotności słomy do wilgotności otoczenia. W niektórych roszarniach etap ten jest pomijany, powoduje to jednak większe straty włókna w następnym procesie.
- działu przeróbki mechanicznej – łamanie zdrewniałych łodyg słomy (międlenie), usuwanie paździerzy (trzepanie), rozdzielanie włókien długich od krótkich
- działu kontroli jakości – kontrola jakości i klasyfikacja włókna
- magazyn półproduktów i włókna
- działu mechanicznego – zaplecze roszarni z magazynem części zamiennych zapewniające utrzymanie właściwego stanu technicznego maszyn i urządzeń.

Nazwa roszarnia odnosi się również do budynków i pomieszczeń oddziału roszarni.